# Krnov (zámek)
Zámek Krnov se nachází v centru města Krnova na severu Moravskoslezského kraje, nedaleko hranic s Polskem. Interiér zámku není veřejnosti běžně přístupný, ale v jeho prostorách se nachází kavárna a restaurace. Nádvoří je volně přístupné a slouží jako prostor pro veřejnost. Zámek je zapsán na seznam nemovitých památek České republiky.

## Historie
První kamenný zámek vznikl na začátku šestnáctého století. Původně zde stála dřevěná stavba z éry Přemyslovců. Až v první polovině 16. století kníže Jiří Hohenzollern, který koupil Krnovské knížectví, nechal původní zámek zbourat a vystavěl nový, inspirovaný severskou renesancí. Stavba probíhala mezi lety 1531 a 1535, částečně ji financovali i krnovští měšťané.
Historie zámku byla silně ovlivněna třicetiletou válkou. V roce 1620 jej navštívil český král Fridrich Falcký. Za války byl zámek vyrabován jak švédskými, tak i dánskými vojsky. Hohenzollernové zde sídlili až do roku 1622, kdy byl zámek v rámci pobělohorských konfiskací zabaven, a pak jej společně s celým knížectvím odkoupil Karel I. z Lichtenštejna. Rod Lichtenštejnů jej poté vlastnil až do konce druhé světové války.
Na jaře roku 1779 postihl Krnov velký požár, který zachvátil i zámek. Už v létě téhož roku byla započata obnova objektu. Přestavba podle návrhů architekta Jana Kryštofa Fabicha probíhala až do 18. století.
V roce 1945 byl zámek rodu Lichtenštejnů zabaven. Dále byl používán pro administrativní účely, sídlil zde Lesní závod Krnov. V roce 2022 prošlo nádvoří zámku významnou proměnou. Prostranství bylo znovu vydlážděno a přestalo se využívat jako parkoviště. Rekonstrukce také umožnila propojení areálu zámku s okolními ulicemi a novou Zahradou smyslů, která vznikla v areálu bývalé textilky. Byly též obnoveny trávníky a opravena jižní část nádvoří.

## Stavba

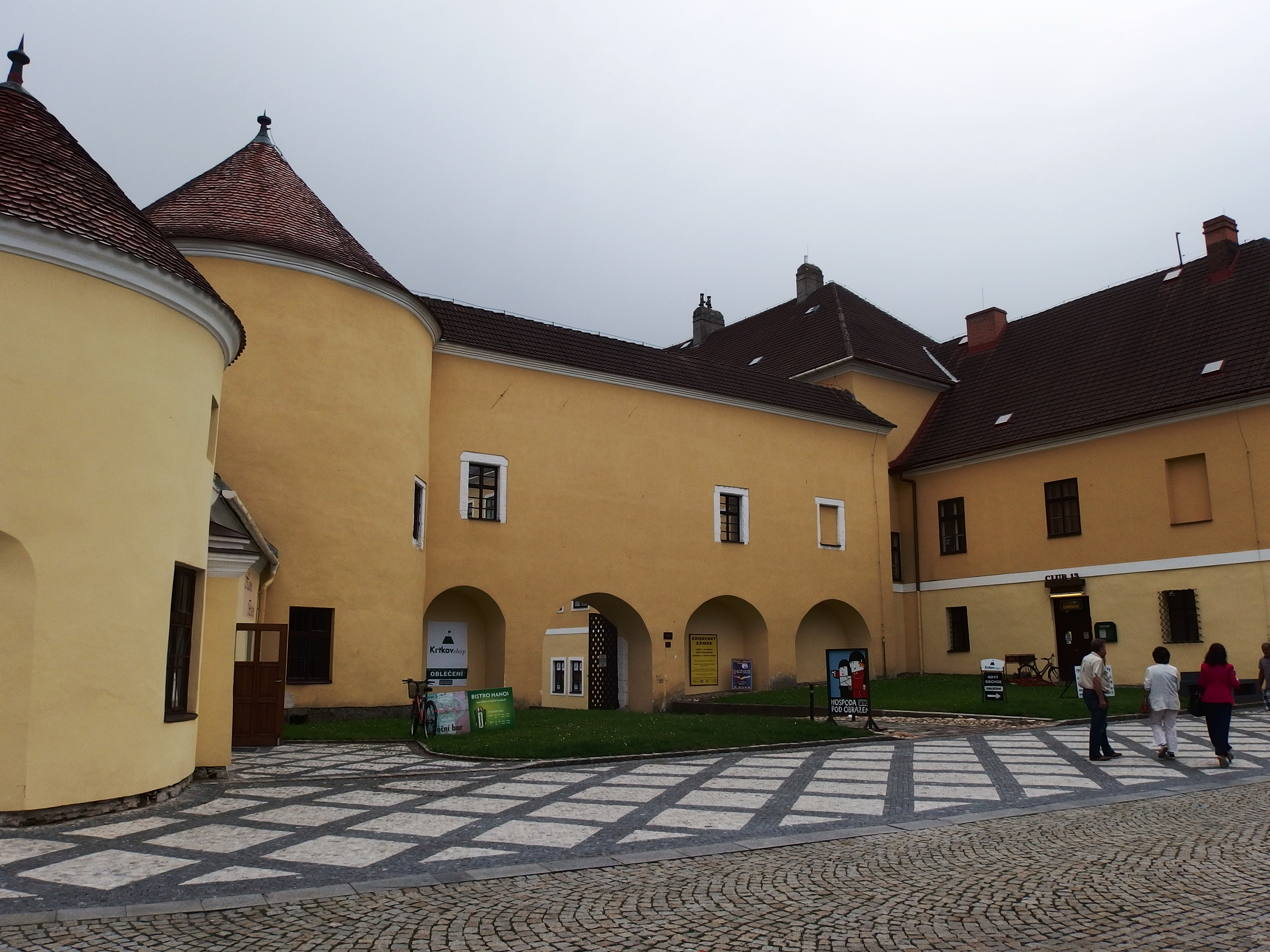
Vstup do zámku

Zámek se nachází v historickém jádru Krnova na Zámeckém náměstí. Je součástí městského opevnění. Je opevněn ze všech stran, tedy i směrem k centru města. Na nádvoří se vstupuje branou z náměstí. Samotný zámek tvoří dvoupatrová hlavní budova, na kterou navazuje krátké jednopatrové křídlo. Mezi sebou uzavírají nádvoří nepravidelného půdorysu. Nádvoří zdobí arkádová chodba s bohatou sgrafitovou výzdobou, která byla v roce 1964 zrestaurována.